# Arlette Farge
Pour les articles homonymes, voir Farge.
Arlette Farge, née Eliet le 14 septembre 1941 à Charleville, est une historienne française féministe spécialisée dans l’étude du XVIIIe siècle, directrice de recherche au CNRS, rattachée au centre de recherches historiques de l'EHESS.
Après des études de droit, elle part faire une thèse de doctorat aux États-Unis à Ithaca, où elle découvre le féminisme américain et les luttes pour les droits civiques. Sa thèse Le Vol d’aliments à Paris au XVIIIe siècle est publiée en 1974, et elle se dédie à rendre l'histoire des populations pauvres de Paris au XVIIIe siècle visible en analysant les archives de la police judiciaire. De retour en France elle adhère au Mouvement de libération des femmes et est remarquée par Michel Foucault, avec lequel elle écrit Le Désordre des familles. Un de ses livres les plus connus, Le goût de l'archive, est traduit en plusieurs langues. 
S'intéressant à la transmission  des savoirs historiques, elle participe à des émissions radios comme Les Lundis de l'Histoire et La Fabrique de l'histoire sur France Culture. 
Elle reçoit en 2016 le prix Dan-David pour l'ensemble de son œuvre.

## Biographie

### Jeunesse et formation
Arlette Farge naît en 1941 dans une famille modeste des Ardennes, arrivée à Charleville par les aléas de la guerre ; elle est issue d'une fratrie de trois enfants.
Sa famille ne la prédestine pas aux études, mais elle y parvient tout de même. Après le lycée Hélène-Boucher à Paris, elle fait des études de droit pour devenir juge des enfants, puis sur les conseils d'une de ses professeures, s'oriente vers l'histoire et passe un DEA d'histoire du droit et des institutions.
Elle poursuit ses études entre 1968 et 1969 à Ithaca à l'université Cornell aux États-Unis, où elle est le témoin des luttes des étudiants noirs et des Black Panther pour leurs droits civiques et du féminisme américain. C'est également le début des révoltes étudiantes de 1968, une actualité qu'elle observe,.
Quand elle rentre en France, elle s'engage dans le Mouvement de libération des femmes (MLF).
Elle rencontre l'historien Robert Mandrou, disciple de Lucien Febvre, directeur d’étude à l’École des hautes études en sciences sociales (EHESS) et pionnier de l’histoire des mentalités. Il accepte de diriger sa thèse en histoire moderne et lui propose de travailler sur les archives de la police. Elle décide de s'intéresser à la petite délinquance, et plus particulièrement au vol d'aliments dans la société parisienne du XVIIIe siècle, menant des investigations dans les archives judiciaires de la Bastille pour documenter l'histoire des petites gens invisibles dans le cours de l'histoire jusque-là. Elle se spécialise alors dans l'étude des milieux les plus pauvres de la capitale.
En 1974, elle publie sa thèse, intitulée Le Vol d’aliments à Paris au XVIIIe siècle.  

### Carrière d'historienne
Un de ses écrits publié en 1979 Vivre dans la rue à Paris au XVIIIe siècle est remarqué par Michel Foucault. Ils s'intéressent tous deux aux archives policières et judiciaires pour capter les voix historiques invisibilisées dans l'histoire, cependant Foucault adopte une approche philosophique. Il lui apprend l'analyse des mécanismes du pouvoir. Ils publient ensemble en 1982 Le Désordre des familles, ouvrage qui s'intéresse aux lettres de cachets. Elle partage avec le philosophe une passion pour les archives, ce qu'elle décrit dans Le Goût de l’archive au Seuil en 1989, ouvrage qui la fait connaitre. 
Par la suite, ses recherches portent sur la rumeur et la parole, et elle publie en 1992 Dire et mal dire. L'Opinion publique au XVIIIe siècle et en 1994  Cours ordinaire des choses dans la cité du XVIIIe siècle.  
Elle s'intéresse à la transmission des savoirs historiques et écrit pour Le Matin de Paris et Libération.
Avec son équipe de recherche du « groupe d’histoire des femmes », elle travaille par la suite sur les thèmes des identités populaires au XVIIIe siècle, des relations hommes-femmes et de l’écriture de l’histoire,. Elle collabore sous la direction de Michelle Perrot et Georges Duby à un ouvrage, Histoire des femmes. Elle devient également directrice de recherches au CNRS.

### Radio
Après avoir été productrice de l’émission Les Lundis de l'Histoire sur France Culture, elle collabore régulièrement à La Fabrique de l'histoire sur cette même antenne.

## Publications

### Ouvrages
- Délinquance et criminalité : le vol d’aliments à Paris au XVIIIe siècle, Paris, Plon, 1974 (OCLC 612920382).
- avec A. Zysberg, « Les théâtres de la violence à Paris au XVIIIe siècle », Annales. Économies, sociétés, civilisations, no 5,‎ 1979, p. 984-1015.
- Vivre dans la rue à Paris au XVIIIe siècle, Paris, Gallimard, 1979.
- « L’espace parisien au XVIIIe siècle d’après les ordonnances de Police », Ethnologie française, vol. XII, no 2,‎ avril-juin 1982, p. 119-126.
- avec Michel Foucault, Le Désordre des familles, lettres de cachet des archives de la Bastille, Paris, Gallimard Julliard, 1982.
- La vie fragile : Violence, pouvoirs et solidarités à Paris au XVIIIe siècle, Paris, Hachette, 1986.
- avec Jacques Revel, Logiques de la foule, l’affaire des enlèvements d’enfants : Paris 1750, Paris, Hachette, 1988.
- avec Natalie Zemon Davis, Histoire des femmes XVIe siècle-XVIIIe siècle : tome 3, Paris, Plon, 1991.
- Dire et mal dire, l’opinion publique au XVIIIe siècle, Paris, Seuil, 1992.
- Le Cours ordinaire des choses dans la cité du XVIIIe siècle, Paris, Seuil, 1994.
- « L’histoire sociale », L’Histoire et le métier d’historien en France 1945-1995,‎ 1995, p. 281-300sous la direction de François Bédarida, Paris, Éditions de la Maison des Sciences de l’Homme.
- Les Fatigues de la guerre, Paris, Gallimard, 1996.<<<
- avec Cécile Dauphin, De la violence et des femmes, A. Michel, coll. « Bibliothèque Albin Michel. Histoire », 1997 (ISBN 978-2-226-09381-3)[11].
- Le goût de l'archive, Éd. du Seuil, coll. « Points Histoire », 1997 (ISBN 978-2-02-030909-7).
- Des lieux pour l’histoire, Paris, éditions du Seuil, 1997.
- Le Miroir des femmes : textes de la Bibliothèque bleue, Paris, Montalba, 2000.
- avec Jean-François Laé, Fracture sociale, Paris, éditions Desclée de Brouwer, 2000.
- La Chambre à deux lits et le cordonnier de Tel Aviv, Paris, Seuil, 2000.
- Les dahlias sont rouge sang, Paris, La Pionnière, 2000.
- avec Cécile Dauphin, Séduction et sociétés : approches historiques, Paris, éditions du Seuil, 2001.
- La Nuit blanche, Paris, Seuil, 2002, coll. « La Librairie du XXIe siècle ».
- Le Bracelet de parchemin. L’écrit sur soi au XVIIIe siècle, Paris, Bayard, 2003.
- André Comte-Sponville, Jean Delumeau et Arlette Farge, La plus belle histoire du bonheur, Éd. du Seuil, coll. « Points », 2006 (ISBN 978-2-02-084959-3).
- Quel bruit ferons-nous ?, Paris, Les Prairies ordinaires, 2005 (ISBN 978-2-350960005).
- Myriam Cottias et Arlette Farge, De la nécessité d'adopter l'esclavage en France: comme moyen de prospérité pour nos colonies, comme punition pour les coupables, comme ressource en faveur des indigens, Bayard, 2007 (ISBN 978-2-227-47704-9).
- Effusion et tourment, le récit des corps. Histoire du peuple au XVIIIe siècle, Paris, éditions Odile Jacob, 2007 (ISBN 978-2-738119254).
- avec Laurent Turcot, Flagrants Délits sur les Champs-Élysées : Les dossiers de police du gardien Federici (1777-1791), Paris, Mercure de France, 2008 (ISBN 978-2715264137).
- Le silence, le souffle, Éd. la Pionnière, coll. « 9141 », 2008 (ISBN 978-2-908092-46-2).
- Essai pour une histoire des voix : au dix-huitième siècle, Bayard, 2022 (ISBN 978-2-9564919-5-8).
- Condamnés au XVIIIe siècle, éditions Thierry Magnier, coll. « Troisième Culture », 2008, 134 p.
- Un ruban et des larmes, procès en adultère au XVIIIe siècle, éd. des Busclats, 2011'"`uniq--ref-00000000-qinu`"'..
- The allure of the archives, Yale University Press, coll. « The Lewis Walpole series in eighteenth-century culture and history », 2013 (ISBN 978-0-300-17673-5 et 978-0-300-19893-5).
- La déchirure: souffrance et déliaison sociale, XVIIIe siècle, Bayard, 2013 (ISBN 978-2-227-47821-3).
- Pierre Bourdieu : l'insoumission en héritage, Presses universitaires de France, 2013, 192 p. (ISBN 978-2-13-061935-2), « Indisciplines : La domination masculine »Participation de Arlette Farge, Annie Ernaux, Didier Eribon, Geoffroy de Lagasnerie, Frédéric Lebaron et Frédéric Lordon.
- La capucine s'adonne aux premiers venus : récits, suppliques, chagrins au XVIIIe siècle, Éd. la Pionnière, 2014 (ISBN 978-2-908092-70-7).
- Arlette Farge, Thomas Scott-Railton et Natalie Zemon Davis, The allure of the archives, Yale University Press, coll. « The Lewis Walpole series in eighteenth-century culture and history », 2013 (ISBN 978-0-300-17673-5 et 978-0-300-19893-5).
- Les passants, Éditions la Pionnière, coll. « 9141 », 2016 (ISBN 978-2-908092-79-0).
- Comment vient une passion, Éditions la Pionnière, coll. « 9141 », 2016 (ISBN 978-2-908092-81-3).
- La révolte de Mme Montjean : l'histoire d'un couple d'artisans au siècle des Lumières, Albin Michel, 2016 (ISBN 978-2-226-32009-4).
- Il me faut te dire, les Éditions du Sonneur, coll. « Ce que la vie signifie pour moi », 2017 (ISBN 978-2-37385-047-5).
- Paris au siècle des Lumières, le Robert, coll. « Vivre & parler », 2017 (ISBN 978-2-321-00748-7).
- Arlette Farge, Vies oubliées : au coeur du XVIIIe siècle, la Découverte, coll. « À la source », 2019 (ISBN 978-2-348-04573-8)[12].
- Arlette Farge, Le hasard amoureux, Éditions la Pionnière, 2023 (ISBN 978-2-902233-28-1).

### Articles
- Arlette Farge et André Zysberg, « Les théâtres de la violence a Paris au XVIIIe siècle », Annales. Histoire, Sciences Sociales, vol. 34, no 5,‎ 1979, p. 984–1015 (ISSN 0395-2649, lire en ligne, consulté le 8 septembre 2024).
- « Le Siècle mineur », entretien réalisé par Stany Grelet et Philippe Mangeot, Vacarme no 15, printemps 2001 [lire en ligne].
- Philippe Artières, Arlette Farge et Pierre Laborie, « Témoignage et récit historique », Sociétés & Représentations, 2002/1 - no 13, Nouveau monde éditions,  (ISBN 2-85944-451-3), p. 199-206, [lire en ligne].
- « Penser et définir l’événement en histoire. Approche des situations et des acteurs sociaux », Terrain. Revue d'ethnologie de l'Europe, no 38, mars 2002 [lire en ligne].
- Arlette Farge, « Entre ferveur et douleur, le peuple parisien au temps des Lumières », conférence du 24 octobre 2003, Université de tous les savoirs [lire en ligne].
- Sylvain Parent, « entretien avec Arlette Farge », Tracés. Revue de sciences humaines, avril 2004, p. 143-148 traces.revues.org/index3383.html

## Distinctions

### Décoration
- Chevalier de l'ordre des Arts et des Lettres

### Prix
- 1979 : Prix Gabriel-Tarde pour Vivre à Paris dans la rue au XVIIIe siècle
- 2016 : Dan David Prize pour l'ensemble de son œuvre et l'innovation.

### Filmographie
- Arlette Farge, l'échappée belle, documentaire de Frédéric Biamonti, 52 min, 2010 ; voir sur imdb.com ou voir sur : vimeo.